# Franz Künstler
Franz Künstler (Sóstó, 23 juli 1900 – Bad Mergentheim, 27 mei 2008) was met zijn 107-jarige leeftijd, de laatste centrale mogendheden-veteraan en de oudste man woonachtig in Duitsland. Hij was daarmee natuurlijk ook de laatste veteraan die voor Oostenrijk-Hongarije vocht.

## Biografie
Hij was geboren in Sóstó, wat toentertijd in het Hongaarse deel lag van Oostenrijk-Hongarije. Tegenwoordig ligt het dorp in Roemenië. In februari 1918 ging hij in het Oostenrijk-Hongaarse leger bij de artillirieregiment: HFKR 5. k.u. Feldkanonen-Regiment/ - 5. honvéd tábori ágyúsezred. Hij vocht aan het Italiaanse front tot de overgave. Na de oorlog vocht hij tegen de communisten in Hongarije. In 1942 was Künstler 6 maanden koerier aan het Oekraïense front.
Hij was een Hongaarse staatsburger totdat hij eruit werd gezet door zijn Duitse nationaliteit. Hij woonde in Niederstetten, Duitsland tegen zijn dood. Hij stierf op 27 mei 2008 na complicaties tijdens een operatie, nadat hij ten val was gekomen na een bezoek in Hongarije.